# Astragalus curvicaulis
Astragalus curvicaulis es una especie de planta del género Astragalus, de la familia de las leguminosas, orden Fabales.

## Distribución
Astragalus curvicaulis se distribuye por Chile (Coquimbo, Valparaíso, O'Higgins y Reg. Metropolitana).

## Taxonomía
Fue descrita científicamente por (Clos) Reiche. Fue publicada en Fl. Chile 2: 102 (1897).